# Lam (Germania)
Lam è un comune tedesco di 2 875 abitanti, situato nel land della Baviera.